# Kupa-Synagoge

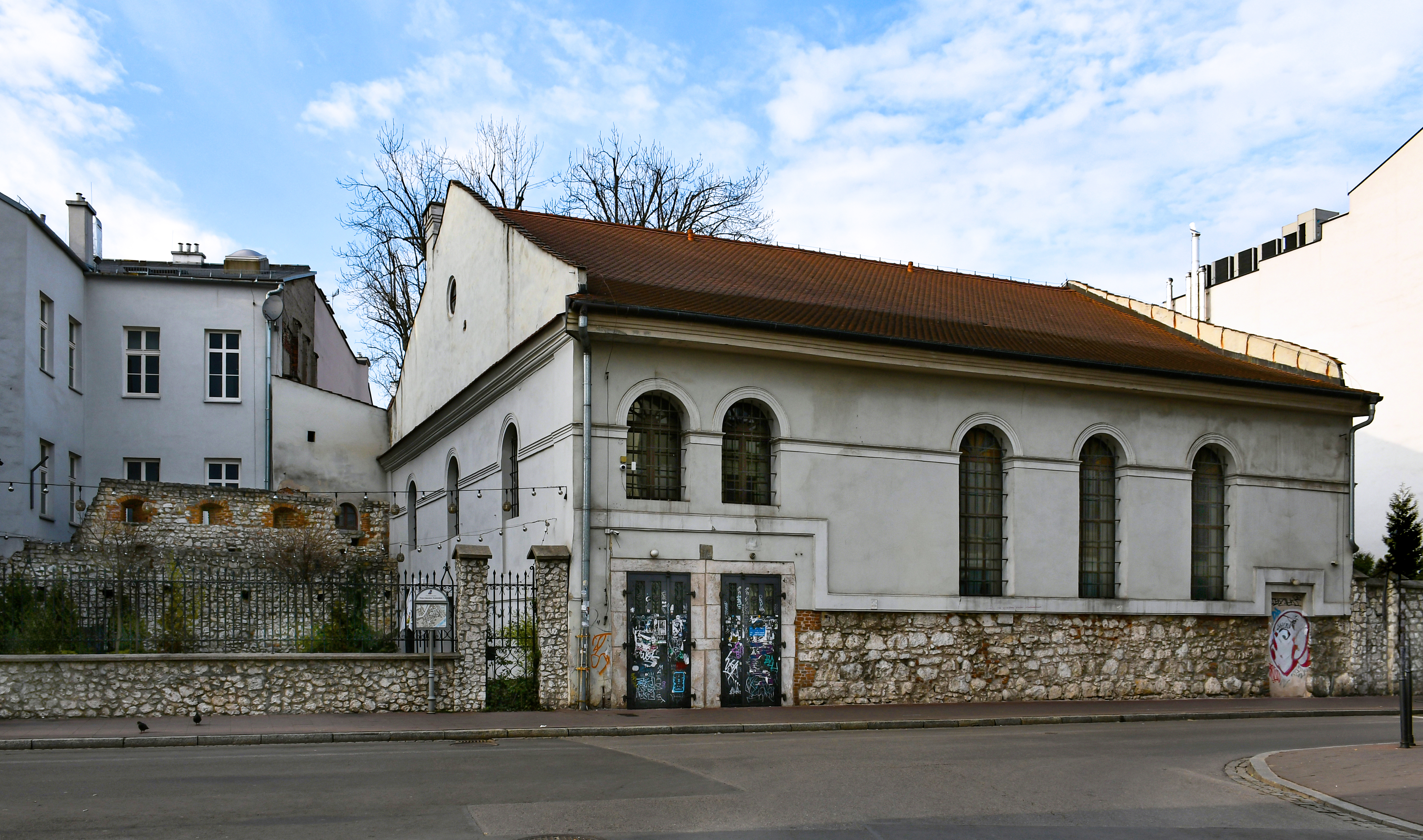
Die Kupa-Synagoge (2025)

Die Kupa-Synagoge (polnisch Synagoga Kupa) im Stadtteil Kazimierz der polnischen Stadt Krakau wurde Mitte des 17. Jahrhunderts erbaut.

## Geschichte
Die Synagoge wurde höchstwahrscheinlich zwischen 1643 und 1647 im Barockstil erbaut. Sie wurde direkt an die Stadtmauer in dem Teil des jüdischen Viertels gebaut, in dem die ärmsten Bewohner lebten.
Von 1824 bis 1827 wurden größere Umbauten vorgenommen, die auch den ursprünglichen Stil veränderten. Weitere Änderungen erfolgten zwischen 1920 und 1930 sowie noch einmal 1939.
Während der deutschen Besetzung Polens im Zweiten Weltkrieg wurde die Inneneinrichtung verwüstet, dabei wurde auch die Bima vollständig zerstört.
Beim Pogrom von Krakau am 11. August 1945, einem Schabbat, drang ein Mob in die Kupa-Synagoge ein, demolierte die Einrichtung, trampelte auf heilige Gegenstände und trieb die dort betenden Juden unter Beschimpfungen und Schlägen aus der Synagoge.
Nach dem Krieg wurde die Synagoge (mit Ausnahme einiger Jahre) wieder als Gotteshaus genutzt. 2000 und 2001 fanden umfangreiche Restaurierungen statt, dabei wurde auch der aus dem 17. Jahrhundert stammende Toraschrein wieder freigelegt und eine hölzerne Bima errichtet.

## Architektur

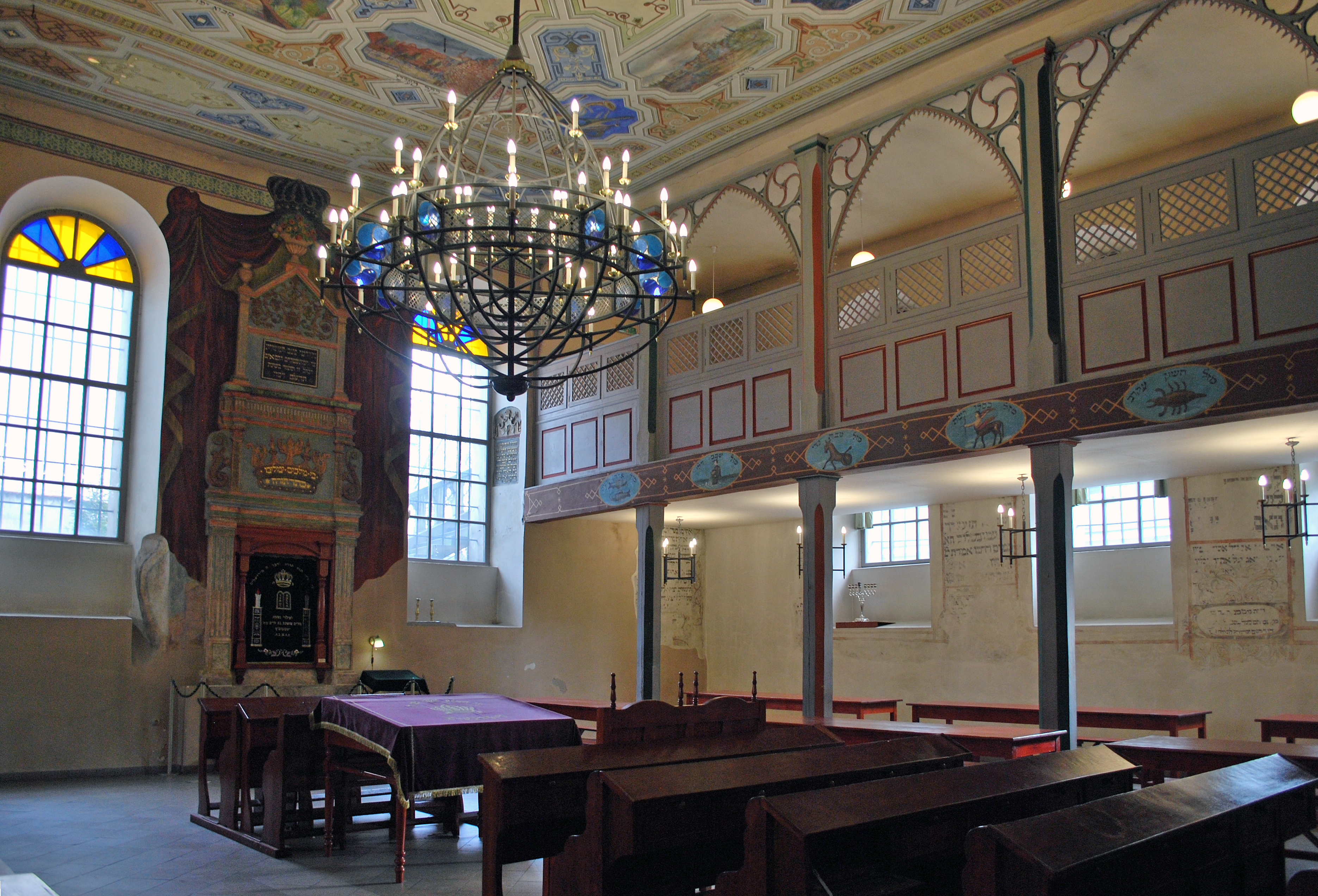
Innenraum mit Blick zum Toraschrein

Dem Hauptraum des viereckigen (nicht rechteckigen) Gebäudes ist der Eingangsbereich im Westen vorgelagert. Er hat auf der Süd- und Nordseite je drei und im Osten zwei hohe Rundbogenfenster (im Norden mit Durchbrüchen der ehemaligen Stadtmauer), Der später hinzugefügte Anbau im Westen hat niedrigere Fenster im ersten Stockwerk.
Im Inneren befinden sich die Frauenemporen entlang den drei Seiten im Süden, Osten und Norden; sie werden von hölzernen Pfeilern gestützt und sind auf halber Höhe der Seitenfenster.
Der steinerne Toraschrein an der Ostwand steht zwischen den zwei Fenstern; er wird an den Seiten von Pilastern begrenzt und ist mehrstufig. Über der Nische befindet sich eine Krone und darüber ein Feld mit einer hebräischen Inschrift.

## Wandgemälde
Die Gemälde an den Wänden und der Decke wurden zu verschiedenen Zeiten angebracht. Die heutigen Szenen umfassen Themen mit Orten aus dem Heiligen Land, Musikinstrumente sowie die Tierkreiszeichen. Bei diesen ist auffallend, dass die Menschen vollständig mit Gesichtern dargestellt sind; dies wurde in Synagogen meist vermieden.

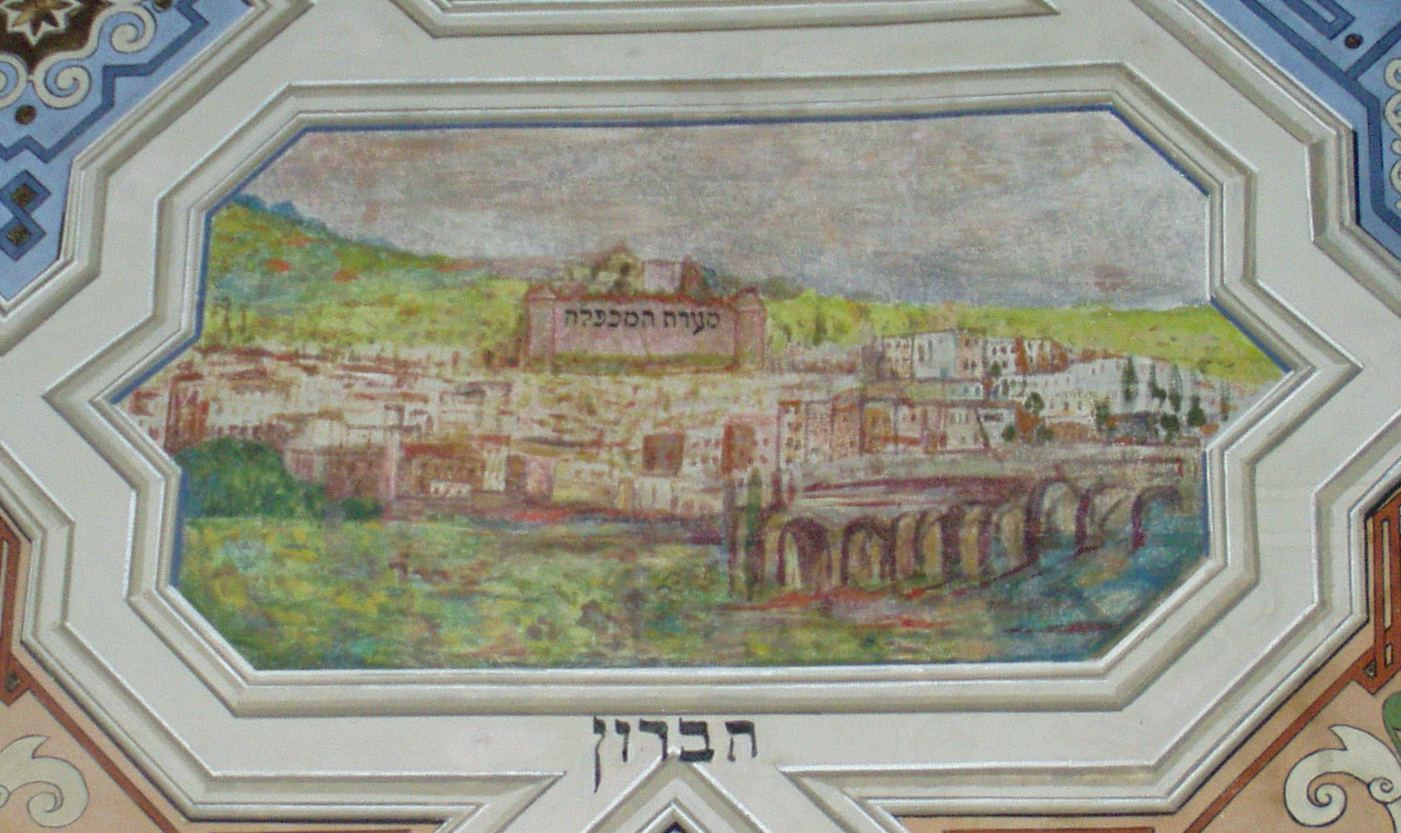
Hebron
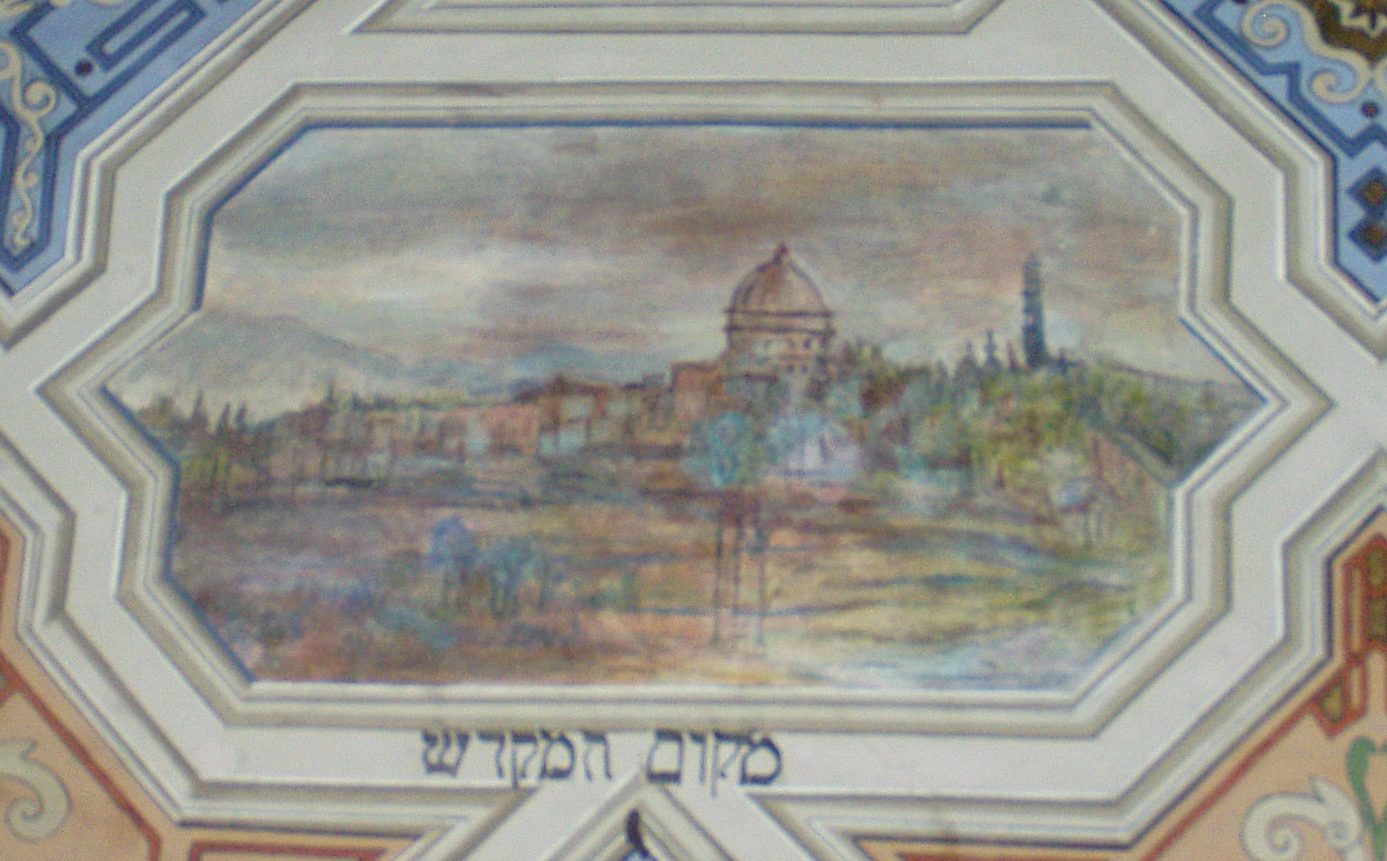
Jerusalem
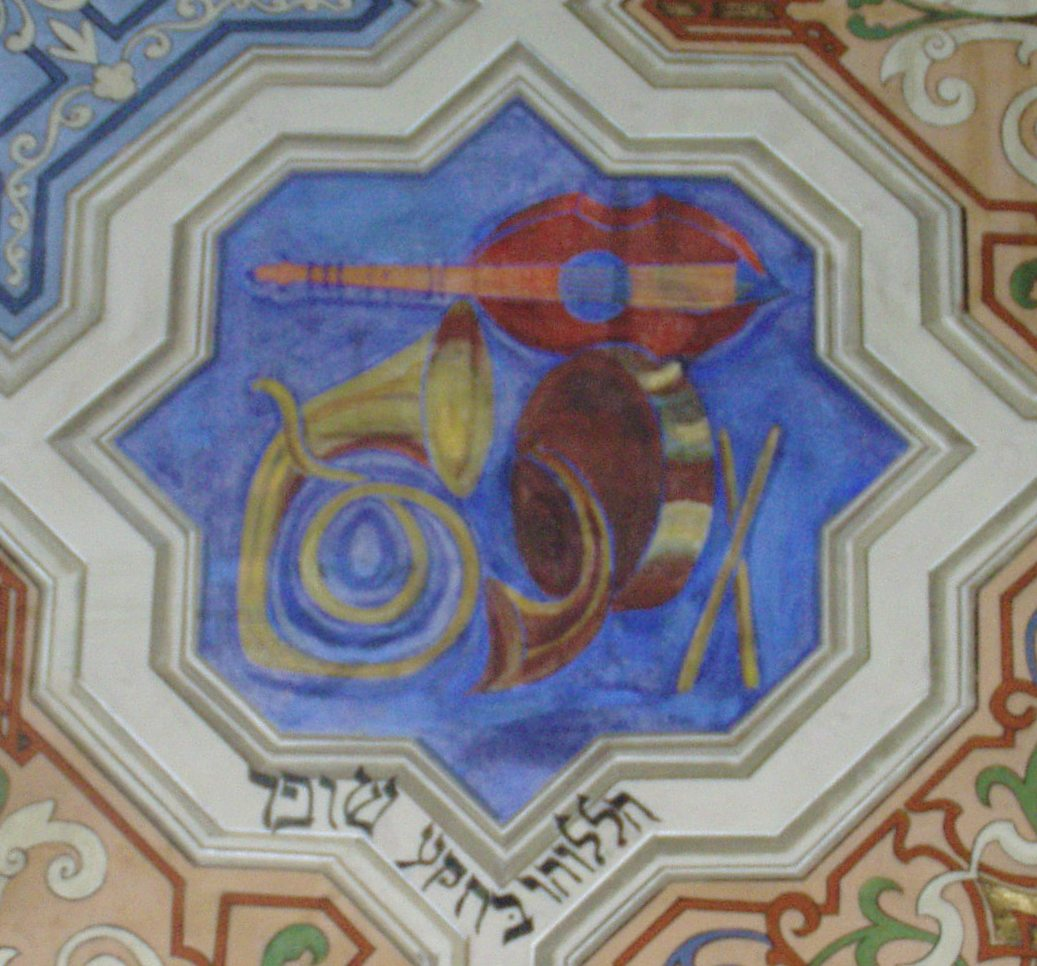
Musikinstrumente
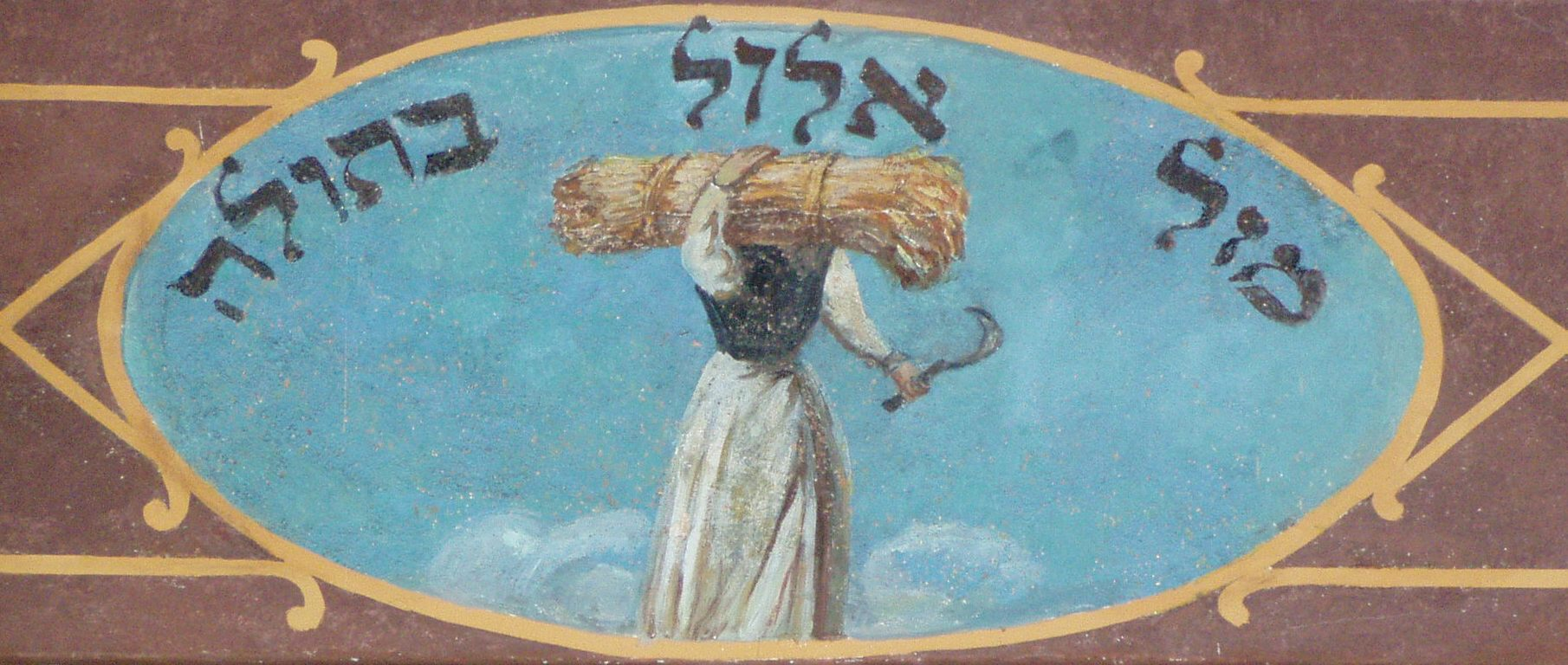
Jungfrau
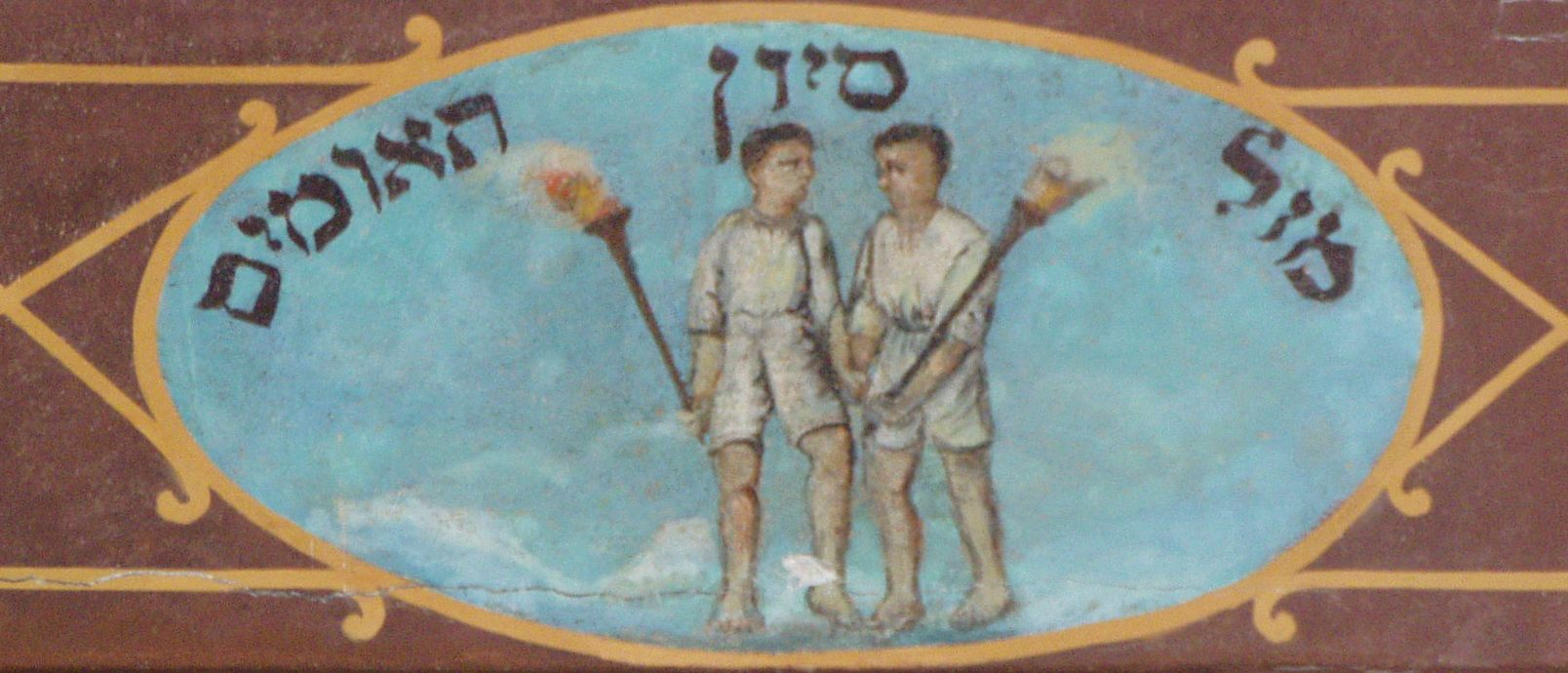
Zwillinge